# Емамзаде-Хурак
Емамзаде-Хурак (перс. امامزاده خورق) — село в Ірані, у дегестані Шагсаван-Канді, у Центральному бахші, шагрестані Саве остану Марказі. За даними перепису 2006 року, його населення становило 22 особи, що проживали у складі 9 сімей.

## Клімат
Середня річна температура становить 14,81 °C, середня максимальна – 33,74 °C, а середня мінімальна – -7,52 °C. Середня річна кількість опадів – 258 мм.
| Клімат поселення                              | Клімат поселення | Клімат поселення | Клімат поселення | Клімат поселення | Клімат поселення | Клімат поселення | Клімат поселення | Клімат поселення | Клімат поселення | Клімат поселення | Клімат поселення | Клімат поселення | Клімат поселення |
| Показник                                      | Січ.             | Лют.             | Бер.             | Квіт.            | Трав.            | Черв.            | Лип.             | Серп.            | Вер.             | Жовт.            | Лист.            | Груд.            |                  |
| Середній максимум, °C                         | 9,63             | 12,07            | 17,06            | 23,41            | 27,91            | 32,68            | 33,74            | 32,42            | 28,30            | 23,02            | 16,76            | 10,17            |                  |
| Середня температура, °C                       | 1,06             | 3,50             | 8,48             | 14,84            | 19,34            | 24,10            | 27,41            | 26,09            | 21,96            | 16,68            | 10,42            | 3,84             |                  |
| Середній мінімум, °C                          | −7,52            | −5,09            | −0,09            | 6,26             | 10,77            | 15,53            | 21,08            | 19,76            | 15,64            | 10,35            | 4,08             | −2,49            |                  |
| Норма опадів, мм                              | 36               | 35               | 46               | 33               | 25               | 4                | 1                | 1                | 1                | 13               | 25               | 38               |                  |
| Середньомісячна швидкість вітру, м/с          | 1.40             | 2.10             | 2.88             | 3.12             | 2.90             | 2.76             | 2.88             | 2.71             | 2.40             | 2.30             | 1.99             | 1.44             |                  |
| Середньомісячна сонячна радіація, кДж/м²·день | 9087             | 11961            | 14406            | 18040            | 22052            | 26274            | 25786            | 23536            | 20094            | 14717            | 10746            | 8748             |                  |
| --------------------------------------------- | ---------------- | ---------------- | ---------------- | ---------------- | ---------------- | ---------------- | ---------------- | ---------------- | ---------------- | ---------------- | ---------------- | ---------------- | ---------------- |
| Джерело:                                      |                  |                  |                  |                  |                  |                  |                  |                  |                  |                  |                  |                  |                  |